# Camille (Sängerin)

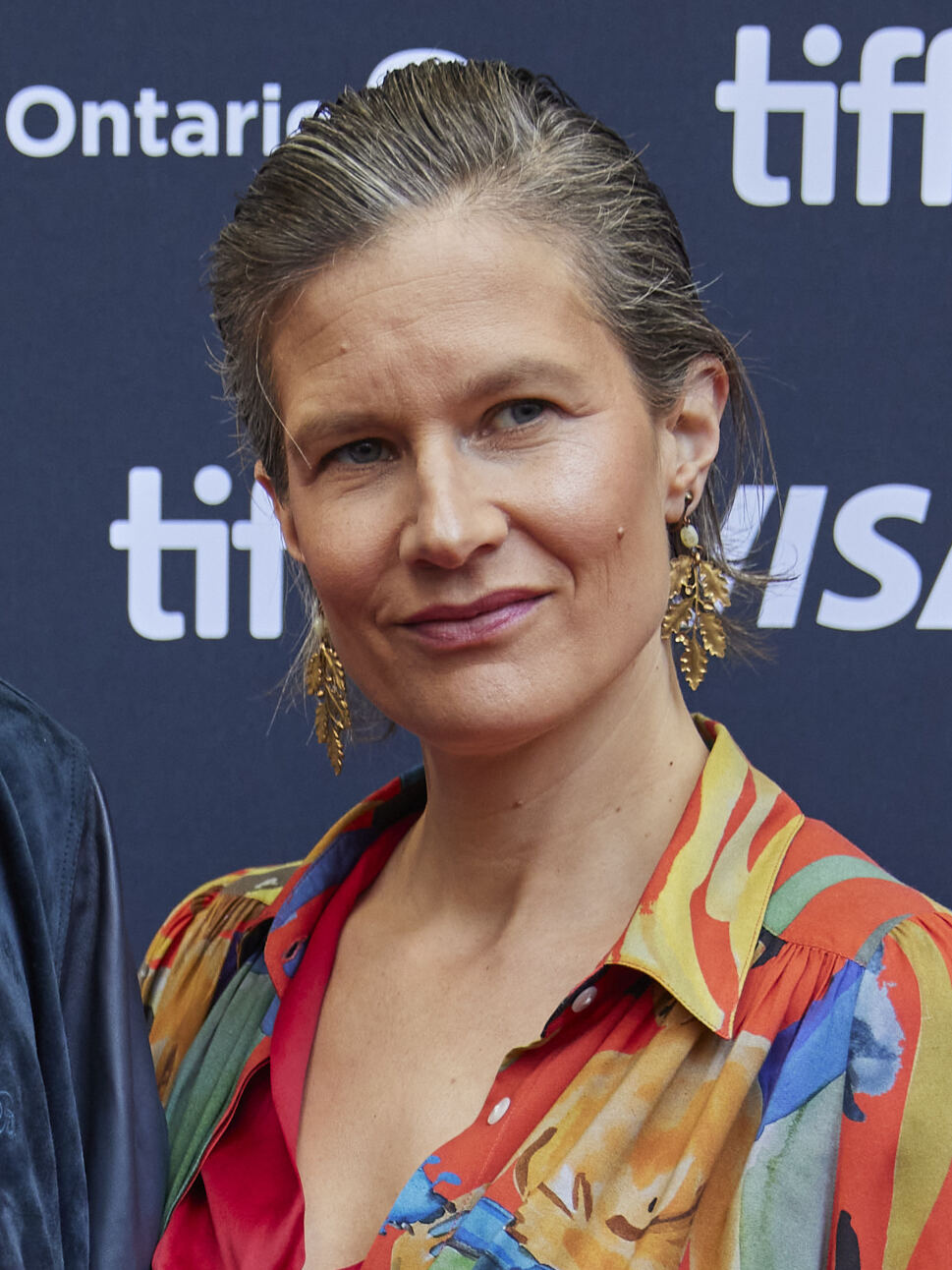
Camille (2024)

Camille (* 10. März 1978 in Paris), mit bürgerlichen Namen Camille Dalmais, ist eine französische Sängerin. Stilistisch wird sie dem Nouvelle Chanson zugeordnet.

## Leben und Werk
Camille studierte am Institut d’études politiques de Paris, als sie 2002 ihr erstes Album Le Sac des filles veröffentlichte. Für ihr zweites Album Le Fil wurde sie 2005 mit dem Prix Constantin ausgezeichnet. Für dieses Album erhielt sie eine Goldene Schallplatte vom Syndicat national de l'édition phonographique für mehr als 100.000 verkaufte Exemplare. Mittlerweile erhielt sie auch eine Doppelplatin-Schallplatte, es wurden nahezu 500.000 Exemplare verkauft.
Camille war als Musikerin auch bei anderen Bandprojekten aktiv, unter anderem bei der französischen Band Nouvelle Vague. Sie arbeitete am Soundtrack des Animationsfilmes Ratatouille mit. 2007 schrieb Camille die Musik für Hou Hsiao-Hsiens Film Der Flug des roten Ballons, eine Hommage an Albert Lamorisses Kurzfilm Der rote Ballon, sowie 2022 für Marie Kreutzers Film Corsage.
Im Sommer 2008 wurde das Stück Senza aus ihrem Album Le Fil als Hintergrundmelodie im Werbespot zur Markteinführung des Ford Kuga verwendet.
2013 übernahm sie eine Rolle in dem Spielfilm Madame empfiehlt sich an der Seite von Catherine Deneuve.
Camille hat mit ihrem Lebensgefährten, dem Musiker und Arrangeur Clément Ducol, zwei Kinder. Im November 2010 wurde ihr Sohn geboren und 2013 ihre Tochter. Gemeinsam arbeiteten sie an Jacques Audiards spanischsprachigem Filmmusical Emilia Pérez (2024). Dies brachte ihr 2025 gemeinsam mit Audiard und Ducol den Golden Globe Award sowie den Oscar für den Filmsong El Mal ein.
Im Sommer 2025 wurde Camille Mitglied der Academy of Motion Picture Arts and Sciences.

## Diskografie

### Alben
| Jahr | Titel                      | Höchstplatzierung, Gesamtwochen, AuszeichnungChartplatzierungen (Jahr, Titel, Platzierungen, Wochen, Auszeichnungen, Anmerkungen) | Höchstplatzierung, Gesamtwochen, AuszeichnungChartplatzierungen (Jahr, Titel, Platzierungen, Wochen, Auszeichnungen, Anmerkungen) | Höchstplatzierung, Gesamtwochen, AuszeichnungChartplatzierungen (Jahr, Titel, Platzierungen, Wochen, Auszeichnungen, Anmerkungen) | Höchstplatzierung, Gesamtwochen, AuszeichnungChartplatzierungen (Jahr, Titel, Platzierungen, Wochen, Auszeichnungen, Anmerkungen) | Anmerkungen                                                                     |
| Jahr | Titel                      | FR | BEW | DE | CH | Anmerkungen                                                                     |
| ---- | -------------------------- | --- | --- | --- | --- | ------------------------------------------------------------------------------- |
| 2002 | Le Sac des filles          | FR90 (1 Wo.)FR | — | — | — | Erstveröffentlichung: 23. September 2002                                        |
| 2005 | Le fil                     | FR4 ×2Doppelplatin · (96 Wo.)FR                                                                                                   | BEW22 (43 Wo.)BEW | — | CH48 (29 Wo.)CH | Erstveröffentlichung: 11. Februar 2005                                          |
| 2005 | Le fil / Le sac des filles | FR163 (6 Wo.)FR | — | — | — | Boxset aus zwei Studioalben                                                     |
| 2006 | Live au Trianon            | FR22 (29 Wo.)FR | BEW47 (5 Wo.)BEW | — | CH62 (3 Wo.)CH | Erstveröffentlichung: 10. März 2006 Livealbum                                   |
| 2008 | Music Hole                 | FR5 Gold · (62 Wo.)FR | BEW7 (22 Wo.)BEW | DE90 (1 Wo.)DE | CH25 (6 Wo.)CH | Erstveröffentlichung: 4. April 2008                                             |
| 2011 | Ilo Veyou                  | FR3 Platin · (58 Wo.)FR | BEW9 (16 Wo.)BEW | — | CH24 (3 Wo.)CH | Erstveröffentlichung: 14. Oktober 2011                                          |
| 2013 | Ilo lympia                 | FR54 (5 Wo.)FR | BEW50 (5 Wo.)BEW | — | — | Erstveröffentlichung: 1. Februar 2013 Livealbum                                 |
| 2015 | Le petit prince            | — | BEW63 (6 Wo.)BEW | — | — | Erstveröffentlichung: 24. Juli 2015 Soundtrack mit Hans Zimmer & Richard Harvey |
| 2017 | Ouï                        | FR2 Gold · (36 Wo.)FR | BEW3 (37 Wo.)BEW | — | CH20 (5 Wo.)CH | Erstveröffentlichung: 2. Juni 2017                                              |

### Singles
| Jahr | Titel Album                       | Höchstplatzierung, Gesamtwochen, AuszeichnungChartplatzierungen (Jahr, Titel, Album, Platzierungen, Wochen, Auszeichnungen, Anmerkungen) | Höchstplatzierung, Gesamtwochen, AuszeichnungChartplatzierungen (Jahr, Titel, Album, Platzierungen, Wochen, Auszeichnungen, Anmerkungen) | Höchstplatzierung, Gesamtwochen, AuszeichnungChartplatzierungen (Jahr, Titel, Album, Platzierungen, Wochen, Auszeichnungen, Anmerkungen) | Höchstplatzierung, Gesamtwochen, AuszeichnungChartplatzierungen (Jahr, Titel, Album, Platzierungen, Wochen, Auszeichnungen, Anmerkungen) | Anmerkungen                        |
| Jahr | Titel Album                       | FR | BEW | DE | CH | Anmerkungen                        |
| --- | --------------------------------- | --- | --- | --- | --- | ---------------------------------- |
| 2012 | Que je t’aime Ilo Veyou           | FR128 (2 Wo.)FR | — | — | — | Erstveröffentlichung: 14. Mai 2012 |
| Folgende Lieder erschienen nicht als Single, wurden aber durch das Album zum Download und Streaming bereitgestellt und konnten somit eine Platzierung erlangen: |                                   | | | | |                                    |
| |                                   | | | | |                                    |
| 2016 | Home Is Where It Hurts Music Hole | FR108 (2 Wo.)FR | — | — | — |                                    |

## Auszeichnungen
Critics’ Choice Movie Award
- 2025: Nominierung für die Beste Filmmusik (Emilia Pérez)
- 2025: Nominierung als Bestes Lied („El Mal“)

Golden Globe Award
- 2025: Nominierung für die Beste Filmmusik (Emilia Pérez)
- 2025:  Auszeichnung für den Besten Filmsong („El Mal“)
- 2025:  Nominierung für den Besten Filmsong („Mi Camino“)

Oscar
- 2025: Nominierung für die Beste Filmmusik (Emilia Pérez)
- 2025:  Auszeichnung für den Besten Filmsong („El Mal“)
- 2025:  Nominierung für den Besten Filmsong („Mi Camino“)